# جشنواره فیلم کن ۱۹۵۸
یازدهمین دوره جشنواره فیلم کن در روزهای ۰۲-۱۸ مه سال ۱۹۵۸ برگزار شد. نخل طلای این دوره به فیلم روسی درناها پرواز می‌کنند میخائیل کالاتازوف رسید. پل نیومن نیز برنده بهترین بازیگر نقش اول مرد شد. 

## برندگان
- نخل طلا: درناها پرواز می‌کنند از میخائیل کالاتازوف
- جایزه هیئت داوران جشنواره فیلم کن:
  - جحا از ژاک باراتیه
  - Visages de bronze از Bernard Taisant
- جایزه ویژه هیئت داوران : دایی من از ژاک تاتی
- جایزه بهترین بازیگر مرد جشنواره فیلم کن: پل نیومن برای تابستان گرم و طولانی
- جایزه بهترین بازیگر زن جشنواره فیلم کن: بیبی آندرشون, ایوا دالبک, باربرو هیورت آف اورنس و اینگرید تولین برای آستانه زندگی
- جایزه بهترین کارگردان جشنواره فیلم کن: اینگمار برگمان برای آستانه زندگی
- جایزه بهترین فیلم‌نامه جشنواره فیلم کن: ماسیمو فرانچوزا, پاسکواله فستا کامپانیله و پیر پائولو پازولینی برای شوهران جوان
- نخل طلایی فیلم کوتاه: La Joconde: Histoire d'une obsession از Henri Gruel و Jean Suyeux